# Princessa
Princessa eller egentligen Mónica Capel Cruz, född 18 maj 1975, i Madrid, Spanien, spansk sångerska som haft stora hits under framförallt 1990-talet. Bland de mest kända låtar hon gjort kan nämnas "Vivo" och "Rompete" ("Calling You" på engelska).

## Diskografi

### Album
- 1993 – Princessa (EMI Electrola)
- 1996 – Calling You
- 1997 – Princessa
- 1999 – I Won't Forget You

### Singlar
- 1993 – "Rojo Y Llanto"
- 1994 – "Ensalza Tu Amor"
- 1996 – "Calling You"
- 1996 – "Anyone But You"
- 1997 – "Try To Say I'm Sorry"
- 1997 – "Baila Al Ritmo"
- 1997 – "Vivo"
- 1997 – "Summer Of Love"
- 1998 – "Snowflakes"
- 1999 – "I Won't Forget You"
- 1999 – "(You Just) Believe In You"
- 2005 – "All I Want"